# Cena Čikči

vlajka UNESCO

Cena Čikči (anglicky Jikji Prize) cena, kterou uděluje UNESCO v rámci programu „Paměť světa“ (anglicky Memory of the World). Jejím cílem je podporovat myšlenky tohoto programu a připomínat knihu Čikči, nejstarší knihu světa vytištěnou s pomocí pohyblivých kovových liter. Cena byla založena roku 2004 a má být udělována každé dva roky osobnostem nebo institucím, které významnou měrou přispěly k uchování a umožnění přístupu k dokumentům které patří ke kulturnímu dědictví. Cena zahrnuje finanční odměnu ve výši 30 tisíc USD.

## Vítězové ceny
- 2005 Národní knihovna České republiky (Praha)
- 2007 Phonogrammarchiv (Vídeň)
- 2009 Malajský národní archiv (Kuala Lumpur)
- 2011 Australská národní archiv (Canberra)